# Draguignan

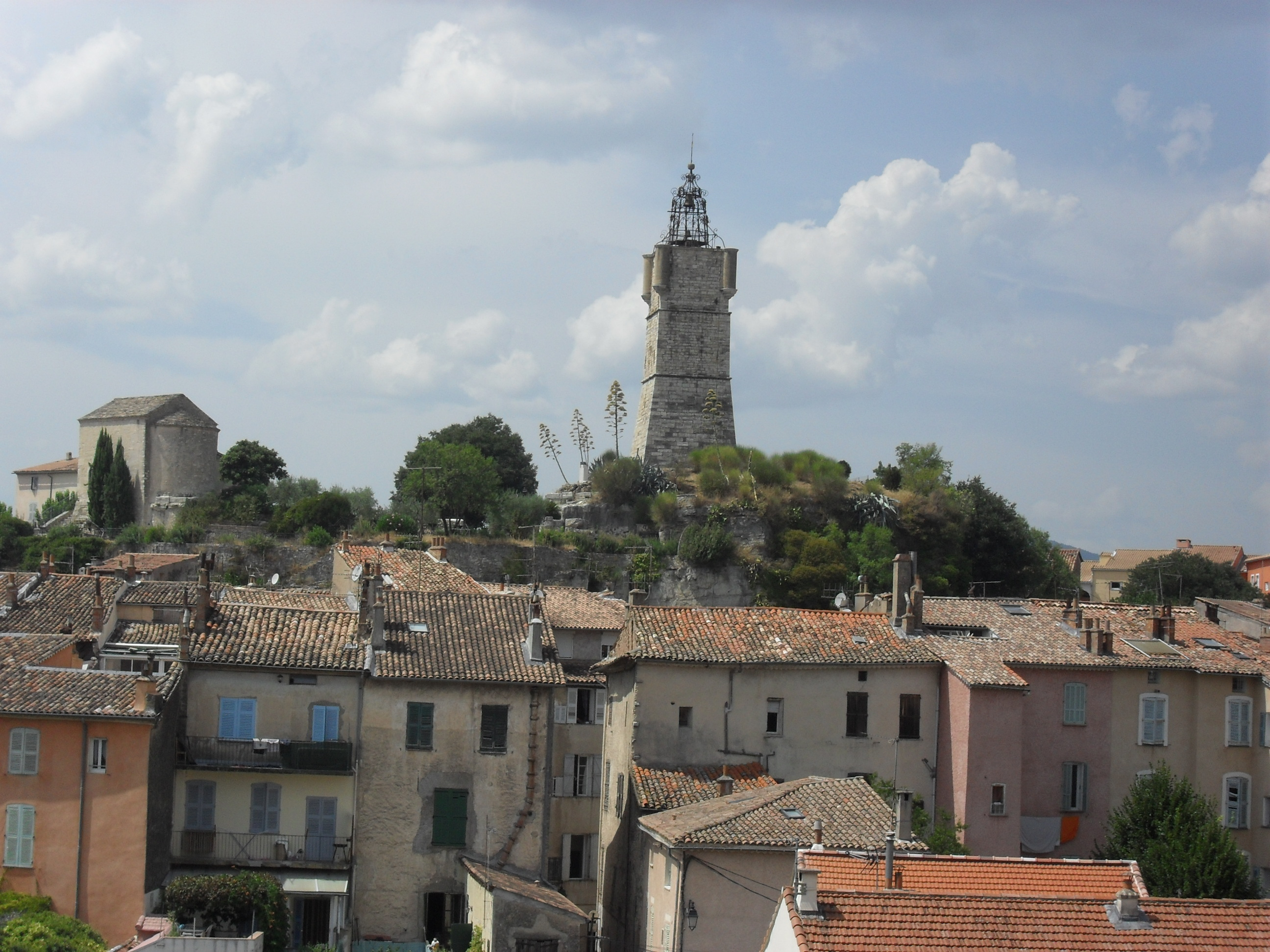
De klokkentoren, herbouwd in 1661.

Draguignan is een gemeente in het Franse departement Var (regio Provence-Alpes-Côte d'Azur). De gemeente telde 40.789 inwoners op 1 januari 2022. De plaats is de onderprefectuur van het arrondissement Draguignan.
De patrones van Draguignan is Roseline van Villeneuve-les-Avignon (1267-1329).

## Geschiedenis
In de oudheid werd de streek bewoond door de Suelteri, een celto-ligurische stam. De Romeinen bouwden een versterkt kamp dat uitgroeide tot de stad Antea, op het plaats van het huidige gehucht Antier.
In de middeleeuwen lag Draguignan op de belangrijke handelsweg tussen Grasse en Brignoles. De stad was ommuurd en behoorde toe aan de graven van Provence die er een kasteel hadden. De stad telde verschillende kloosters, waarvan een van franciscanen (het huidige gemeentehuis is gevestigd in het voormalige cordeliersklooster).
In de 18e eeuw ontwikkelde zich industrie in de stad: zeep, leer, zijde en papier werden er geproduceerd. Vanaf 1834 werd Draguignan een garnizoensstad. Tussen 1797 en 1974 was Draguignan de prefectuur (hoofdstad) van het departement Var. Die status verloor het ondanks protesten in 1974 aan het grotere Toulon.

## Bezienswaardigheden
- Pierre de la Fée, een dolmen
- Tour de l'Horloge. De middeleeuwse toren werd afgebroken op bevel van Lodewijk XIV maar in 1661 kreeg de stad de toestemming om een nieuwe toren te bouwen.
- Château du Dragon
- Musée de l'Artillerie
- Musée des Beaux-Arts

## Geografie
De oppervlakte van Draguignan bedroeg op 1 januari 2022 53,75 vierkante kilometer; de bevolkingsdichtheid was toen 758,9 inwoners per km². De stad ligt in de vallei van de Nartuby.
De onderstaande kaart toont de ligging van Draguignan met de belangrijkste infrastructuur en aangrenzende gemeenten.
|  |

## Demografie
Onderstaande figuur toont het verloop van het inwonertal (bron: INSEE-tellingen).
| Grafiek inwonertal gemeente |

## Vervoer
Voor de Tweede Wereldoorlog had Draguignan een station en een onderhoudswerkplaats aan de spoorlijn Nice-Meyrargues van de Chemins de fer de Provence. Als gevolg van oorlogsschade werd de lijn na de oorlog niet meer heropend. De onderhoudswerkplaats was hierdoor niet meer bereikbaar en werd ten slotte verplaatst naar Lingostière.
Bij Draguignan ligt een knooppunt van de autosnelwegen A8 en A57.

## Sport
Draguignan was in 2000 start- en aankomstplaats van een etappe in de wielerkoers Ronde van Frankrijk. De Spanjaard José Vicente García Acosta won er een etappe. De stad is ook regelmatig start- en finishplaats van de wielerwedstrijd Ronde van de Haut-Var.

## Bekende personen

### Geboren
- Hippolyte Mège-Mouriès (1817-1880), scheikundige
- Lily Pons (1898-1976), zangeres
- Alain Connes (1947), wiskundige

### Overleden
- Henri Mulet (1878-1967), orgelcomponist
- H.A. Gomperts (1915-1998), Nederlands letterkundige, essayist en literair criticus
- Christopher Tolkien (1924-2020), Brits schrijver, zoon van J.R.R. Tolkien